# Nasukarasuyama
Nasukarasuyama (那須烏山市 Nasukarasuyama-shi ) é uma cidade em Tochigi, no Japão .
A partir de 1 de maio de 2006, a cidade tem uma população estimada de 30.894. A área total é de 174,42 km ².
A cidade foi fundada em 1 de outubro de 2005 pela fusão das cidades de Karasuyama e Minaminasu .
A cidade de Nasukarasuyama tem uma rua principal, chamada Chuo Dori. Esta rua principal tem um número de pequenas empresas. Fora essa rua principal, há o Kaikan Yamaage, e um lugar onde o Yamaage festival é realizado no verão. Um centro comercial (Beisia) está localizado um pouco fora do centro da cidade.